# Essen-Fischlaken
 (octobre 2017).
Le contenu est difficilement compréhensible vu les erreurs de traduction, qui sont peut-être dues à l'utilisation d'un logiciel de traduction automatique.

Fischlaken est un quartier d'Essen en Allemagne qui compte 5330 habitants (30 juin 2017) pour une superficie de 9,17 km².

## Nom
Le nom ''Fischlaken'' signifie que c'était un lieu de lacs (laken) qui était riche en poissons (Fisch).

## Histoire
- Le lieu où se trouve Fischlaken aujourd'hui, est habité dès le Paléolithique. On a aussi des trouvailles du Mésolithique et de l'âge du bronze.

- Au Moyen Âge jusqu'à la laïcisation en 1803, le village était propriété de l'abbaye de Werden.

- En 1929, la ville fusionne avec la ville d'Essen.

## Galerie

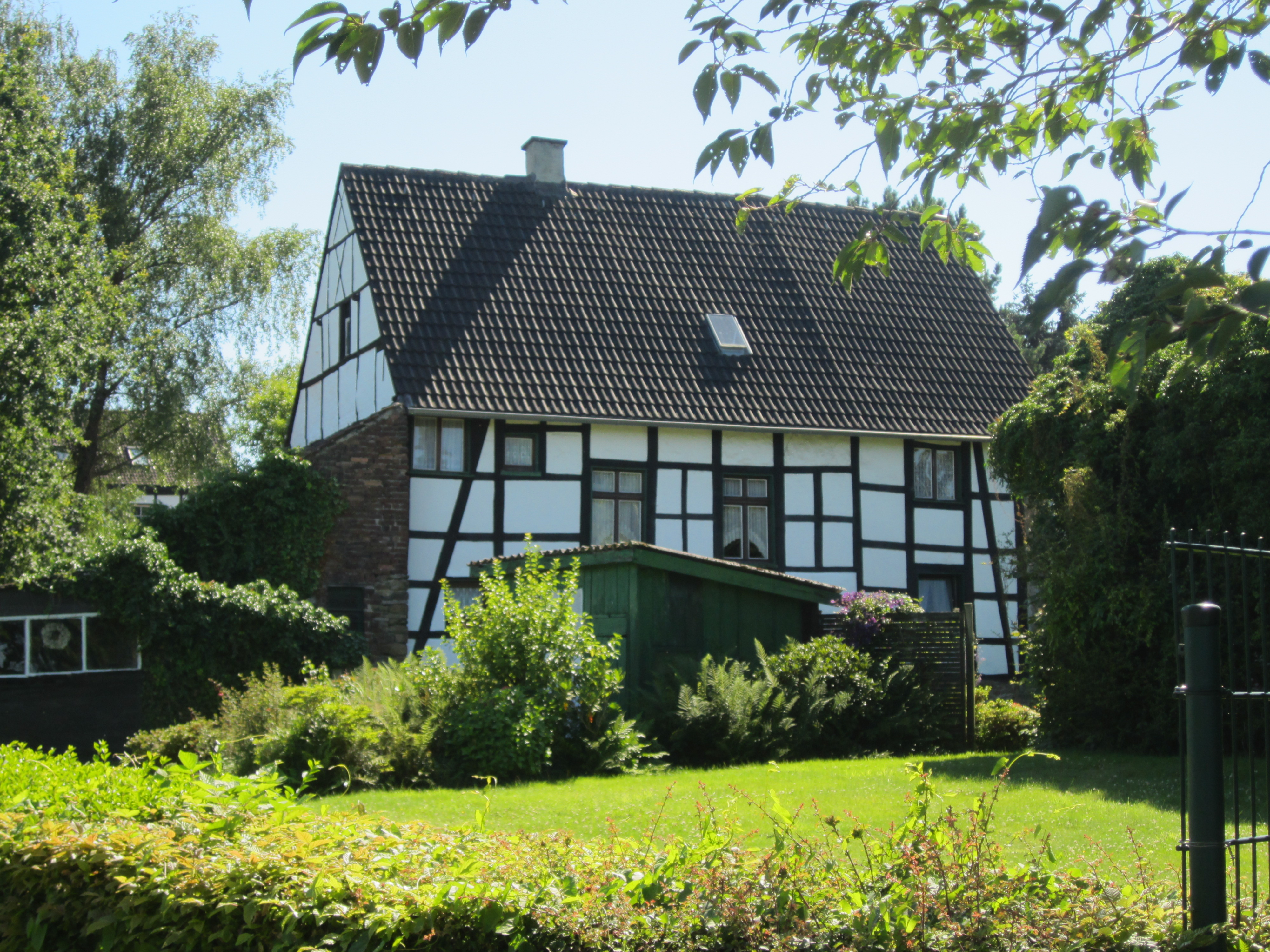
Fischlaker Höfe (domaines)
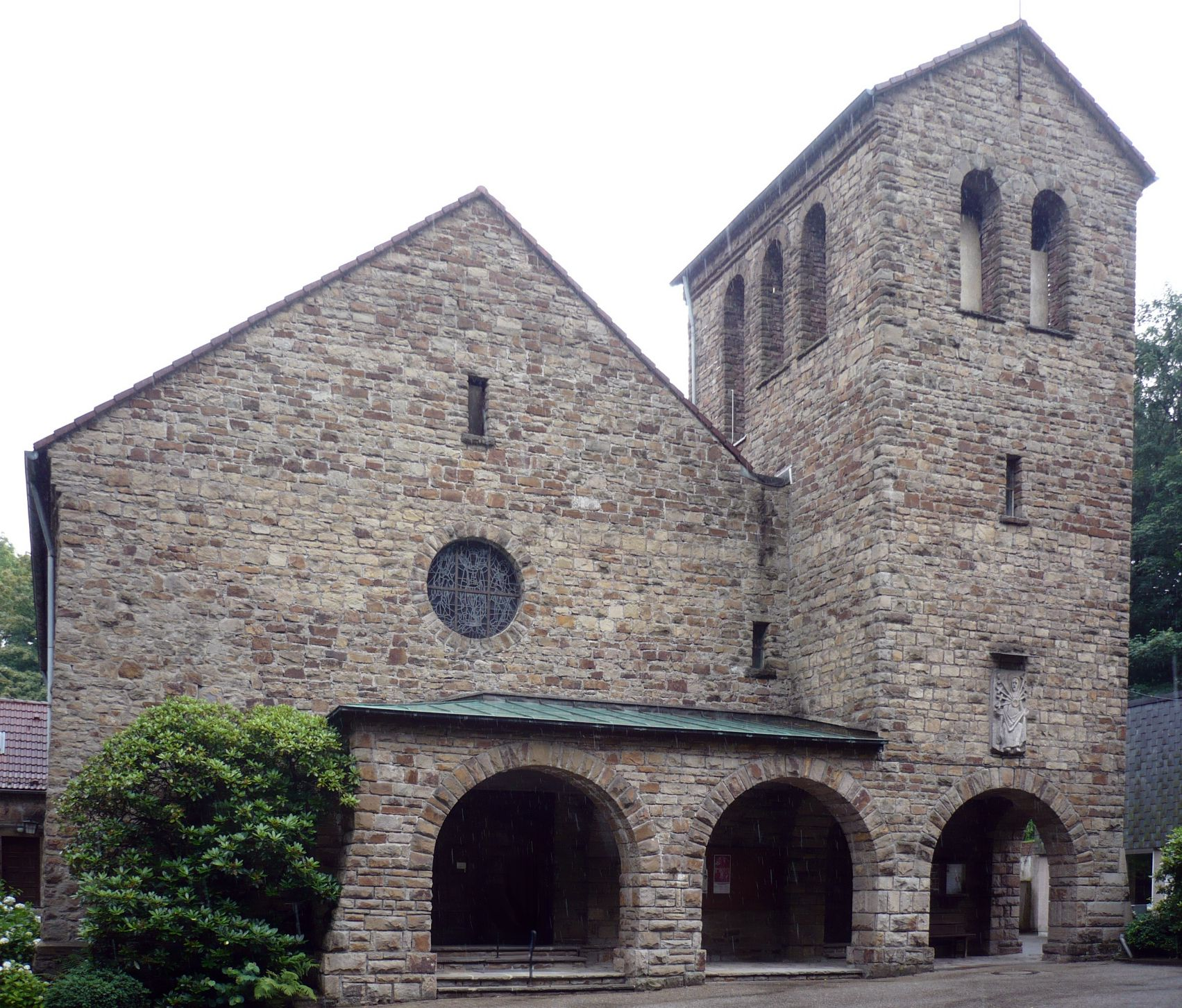
Zur Schmerzhaften Mutter Maria (La Mère douloureuse)
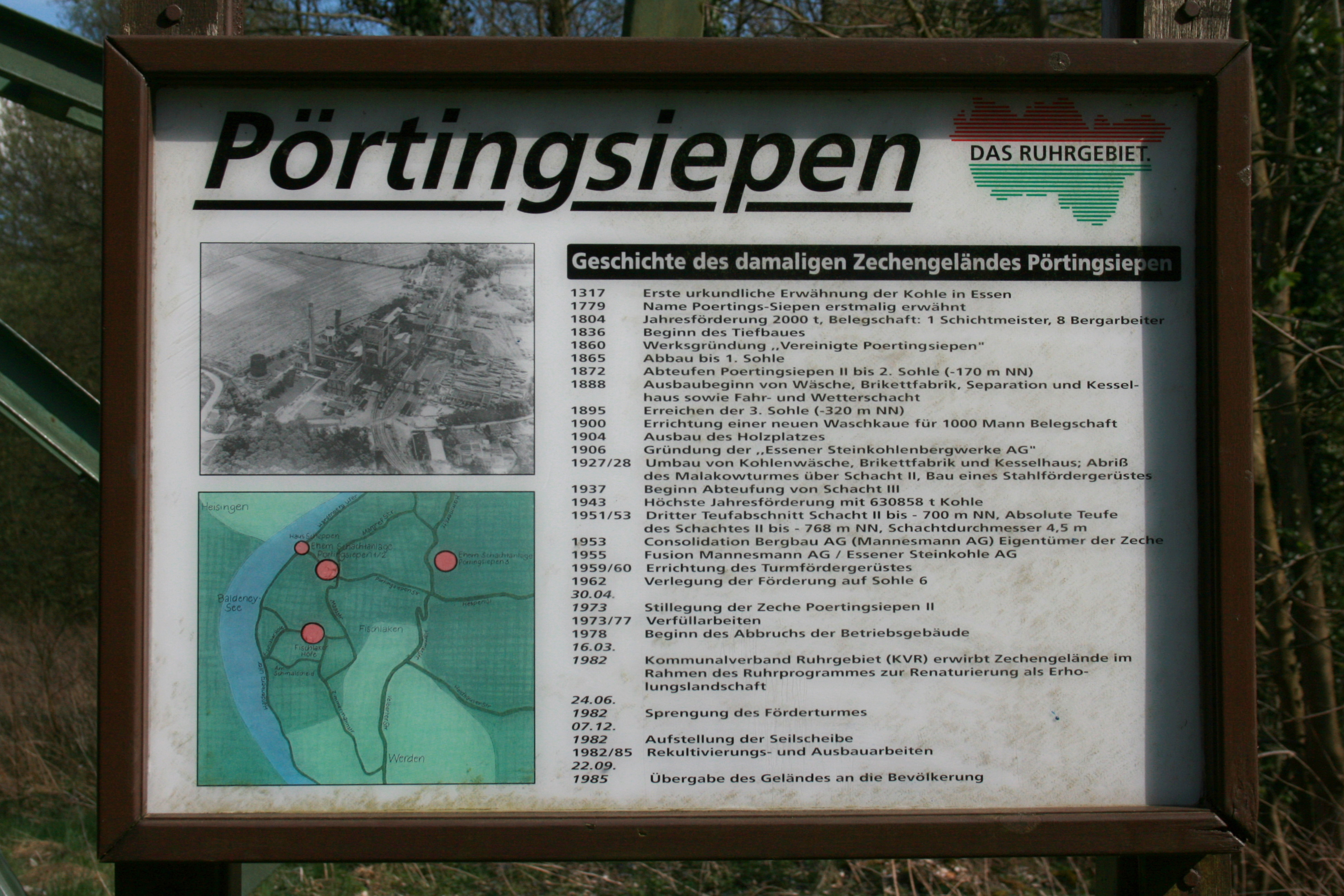
Börtingsiepen Zeche (mine)
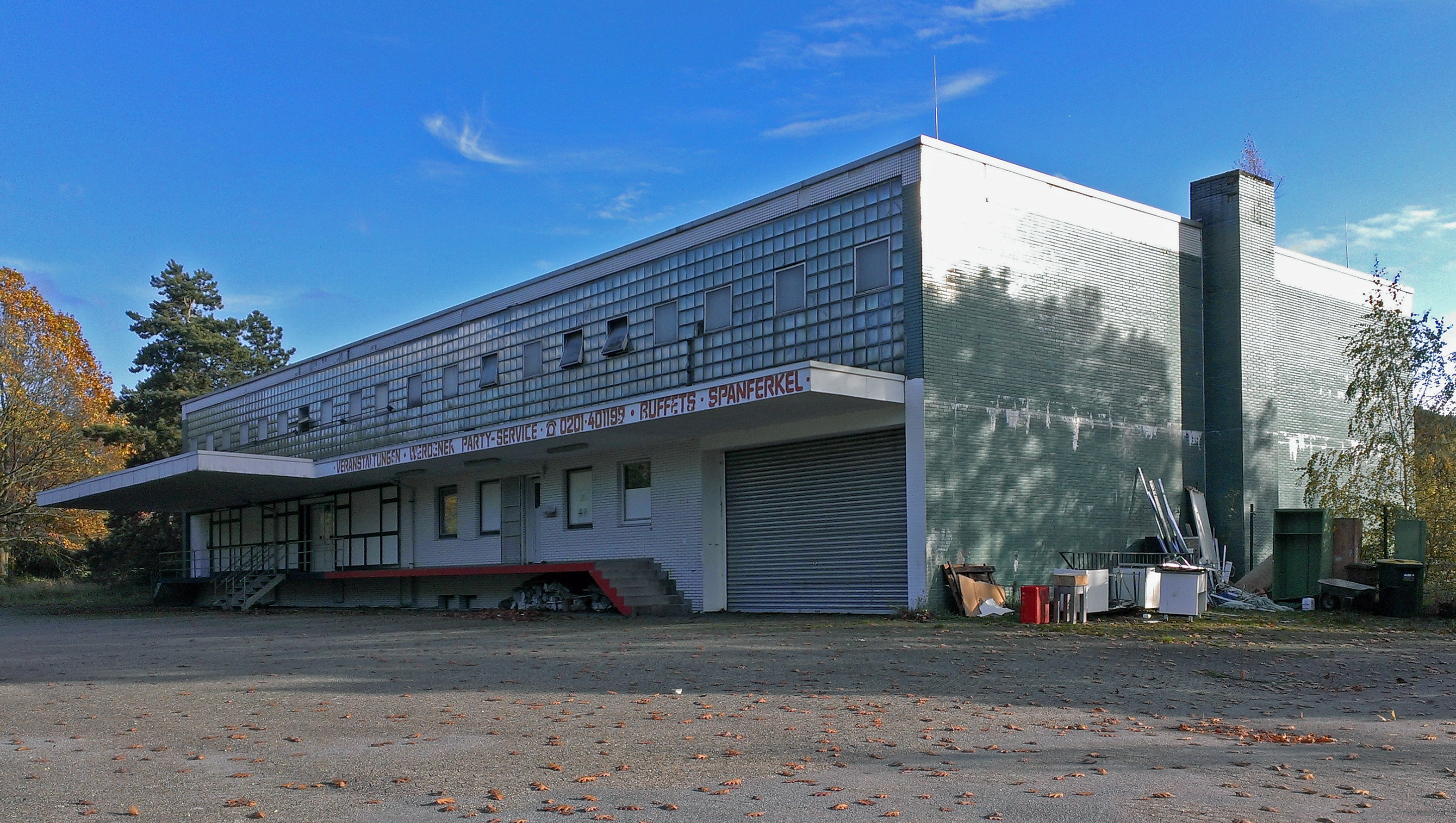
Ancienne domaine Kutel
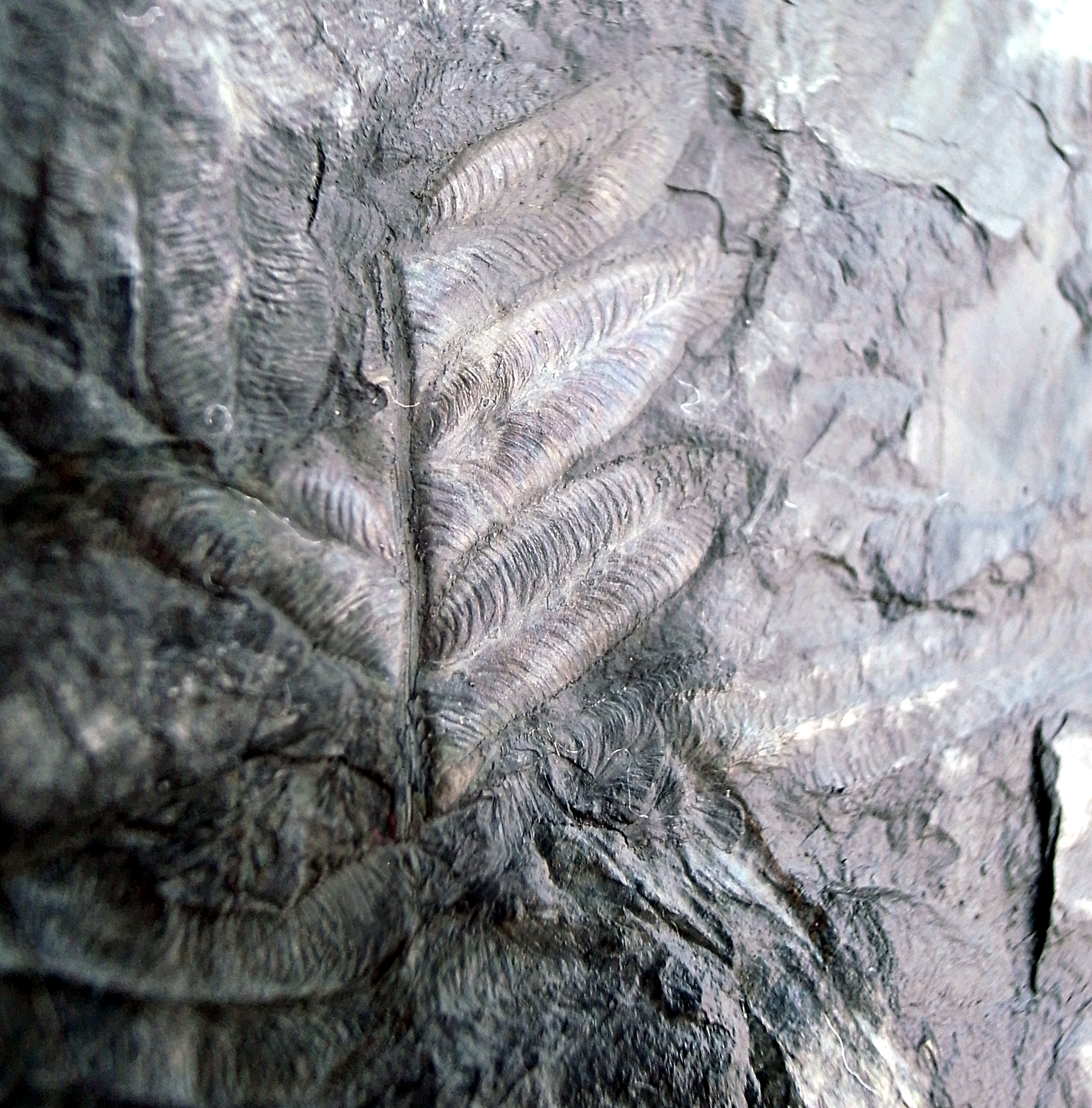
Plante fossile (trouvaille des mines)